# Festival de Fez de las Músicas Sacras del Mundo
El Festival de Fez de las Músicas Sacras del Mundo tiene lugar cada año a principios de junio en la ciudad de Fez, en Marruecos. Es el evento más importante de la Fondation Esprit de Fès.
Directamente relacionado con su difusión y con su vocación, el festival se inscribe desde 1994 en una misión universal de paz y de aproximación entre los Pueblos.
Durante diez días, tienen lugar diversos actos y veladas que se realizan en los entornos monumentales y lugares más importantes de la ciudad.
El Festival acoge cada año una multitud de artistas que vienen de todos los horizontes y de todas las culturas.

## Historia
El Festival de Fez de las Músicas Sagradas del Mundo, fue creado en 1994 por Mohammed Kabbaj y Faouzi Skali, para dar respuesta y concordia espiritual mundial, ante la primera guerra del Golfo de 1991 y en 2001 se inscribe en esta tradición del conocimiento artístico y espiritual de la ciudad.
En el 2001 el Festival de Fez fue nombrado por la ONU como uno de los acontecimientos que más han contribuido al diálogo entre civilizaciones e incorporado al documento “Unsung Heroes of Dialogue” y los sitúa en unos de los 12 eventos más importantes para la promoción de la Paz.
Paralelamente al Festival, se ha desarrollado una red internacional que lo sostiene y lo promueve. Así nació en los Estados Unidos la organización Spirit of Fes Inc., que organiza cada dos años un programa del Festival y del Foro de Fez en diversas ciudades americanas.
La gira “Caminos para la Esperanza” (Paths to Hope), del 7 al 29 de octubre por las grandes ciudades de los Estados Unidos, albergó su más importante concierto en el Carnegie Hall de Nueva York, el 14 de octubre de 2006.

### Ediciones
La información sobre los artistas que han actuado procede de la página oficial del Festival de Fès y de las distintas referencias de artículos periodísticos publicados, que se indican en cada Edición.
- 1994 - 1.ª Edición. Celebrada del 1 al 14 de octubre.[3]
  - Presidente: Mohammed Kabbaj. Director Festival: Faouzi Skali. Director Artístico: Gérard Kurdjian.
  - Artistas: James Bowman & l’Ensemble baroque de Nice, Schola Georgiana Plagensis, Esther Lamandier, Le groupe des Bauls du Bengale, Le quatuor vocal Russe de Nice, Ustad Tazi Massano, Mounir Bachir & Gérard Edery, Groupe Samaa de Fès, Sabri Brothers, entre otros.
  - Conferenciantes: André Chouraqui, Christiane Singer, Faouzi Skali.
  - Conciertos comentados: Alain Panteleimonoff y Gérard Kurdjian.
  - Películas: "Les soufis d'Afghanistan" de Arnaud Des jardins y "Moussems" de lzza Genini.

- 1995 - No hubo Festival

- 1996 - 2.ª Edición. Celebrada del 24 de mayo al 2 de junio.[4]
  - Lema: Himno a la Vida.
  - Presidente: Mohammed Kabbaj. Director Festival: Faouzi Skali. Director Artístico: Gérard Kurdjian.
  - Artistas: Symphonic Orchestra of Bosnie Herzegovine, Diego de Los Santos, Ensemble Al Kindi avec Hamza Chakour & les derviches tourneurs de Damas, Saïd Chraïbi, Sheik Mohammed Barrayu, Randy Weston African Rythms & et Gnawas, Jugendchor Osnabrück, Jean David, Sammy El Maghribi & l’Ensemble Mohammed Bouzoubaâ, Adib Dayikh, Ustad Hassan Shagan, Nustrat Fateh Ali Khan, The London Community Gospel Choir, entre otros.

- 1997 - 3.ª Edición. Celebrada del 24 al 31 de mayo.[5]
  - Lema: La Ofrenda.
  - Presidente: Mohammed Kabbaj. Director Festival: Faouzi Skali. Director Artístico: Gérard Kurdjian.
  - Artistas: Chorales des Enfants d’Abraham (Les Chevatims, Maîtrise de Paris, Chorale de Fès), Aïcha Redouane y l’Ensemble Al Adwar, Sor Marie Kerouz, Françoise Atlan y Aïcha Redouane, Ustad Zia Faruddin Dagar, Ensemble baroque Arcadia, Souad Filal, Monajat yulcheva, Choeur des Grégoriens de Paris, Bulgarka Junior & Yvan Lantos, Sharam Nazeri, Atfal Imam Al Bouciri, Capilla Virreina De la nueva España, Taqtouqa Al Jabaliyya, Ensemble Al Brihi, Françoise Atlan, Ensemble Hilliard y jean Garbarek, El Suspiro Del Moro, Arc Gospel Choir of Harlem, entre otros.

- 1998 - 4.ª Edición. Celebrada del 23 al 30 de mayo.[6][7]
  - Lema: Los altos lugares del espíritu.
  - Presidente: Mohammed Kabbaj. Director Festival: Faouzi Skali. Director Artístico: Gérard Kurdjian.
  - Artistas: Monajat Yulcheva, Barbara Hendricks, Anuna, Orchestre Philarmonique du Maroc & la Maîtrise de la Cathédrale de Monaco, Chœur Byzantin de Grèce, A. Bouhadanna avec l’orchestre de Med Briouel, Ensemble Sidi Thami Mdaghri, Laude Novella, Hussayn Al Azami & l’Ensemble Al Kindi, Begum Parveen Sultana & Ustad Dilshad Khan, Begoña Olavide con el grupo Mudéjar, Ahmed Piro et son orchestre avec Amina Alaoui, Alim Qassimov, Wacana Budaya Gamelan, Les Derviches Tourneurs de Konya, entre otros.

- 1999 - 5.ª Edición. Celebrada del 29 de mayo al 5 de junio.[8][8][9]
  - Lema: Fe, Mística y Razón: Los Caminos del Conocimiento.
  - Presidente: Mohammed Kabbaj. Director Festival: Faouzi Skali. Director Artístico: (sin datos).
  - Artistas: Montserrat Caballé, Orchestre de Cannes con Abdelhadi Belkhayat, Musa Dieng Kala, Miriam Makeba, The Dufay Collective, Ensemble Ibn Arabî, Discantus, Ensemble Kotchnak, Noa, Sheikh Yacine, Sabah Fakhri, Ensemble Avay-e-Doust, The Blind Boys of Alabama con Liz mcComb, Gnawa, entre otros.
  - Exposiciones: "Graines de lumière" de Hassan Massoudy, “Les Trames musicales" de Anne de Bodt, Caftans "Le conte des sept couleurs”, “fotografías “Dargahs, sanctuaires des Soufis indiens”.
  - Conferencias: "Heureux qui comme unique" por Jacques Salomé, “Return to the sacred" por Carlos Water, “Culture et politique" por Hervé de Charette, “African-american Sacred Gospel Music por Dr Bernice Johnson Reagon y "Spiritualité et droits de l'Homme" por Mohammed Bennouna.
  - Películas: Ordet" de Carl Th. Dreyer, "A la recherche du Kundun"

- 2000 - 6.ª Edición. Celebrada del 23 de junio al 1 de julio.[10]
  - Lema: Diálogos de Civilizaciones.
  - Presidente: Mohammed Kabbaj. Director Festival: Faouzi Skali. Director Artístico: (sin datos).
  - Artistas: Wilhelmenia Fernandez, Karima Skalli, Loufti Bouchnak, Rizwan & Muazan Mujahid Ali Khan, Angélique Ionatos, Derviches du Kurdistan, Ensemble Dominique Vellard con Aruna Sairam, Tekameli, Ensemble de Samaa Al Assala et Ensemble Organum, Karoline Zaidline, Rabbin Haïm Louk y l’Orchestre Mohamed Briouel, Groupe Indonésien, Ensemble Nass El Ghiwane, José Van Dam y l’Ensemble Orchestral de Paris, Abderrahman Kazzoul & Takht Attourat, Bobby Jones & The Campbell Brothers, entre otros.

- 2001 - 7.ª Edición. Celebrada del 4 al 9 de junio.[11]
  - Lema: Un alma para la globalización.
  - Presidente: Mohammed Kabbaj. Director Festival: Faouzi Skali. Director Artístico: (sin datos).
  - Artistas: Dakka de Taroudant, Abbey Lincoln Quartet, Afroz Bano, Sor Marie Keyrouz y el Ensemble Universel de la Paix, Colenso Abafana, Les Mouloudiyats du Maroc con Ahl Touat, Eïssawas, Med Ba Jeddoub y Thami El Harrak, Jordi Savall y Montserrat Figueras con Hesperion XXI, Sheikh Ahmad al Tûni, Hmadcha de Fès, Enrique Morente con el Coro Laudes Capilla Gregoriana, Ensemble Naguila, Abida Parveen, Micrologus, Grandes Voix Soufies d’Alep con el grupo Al Kindi, Sabri Moudallal et Omar Sarmini, Adib Dayikh, Luzmila Carpio, Edwin Hawkins Singers, entre otros.
  - Conferencias: “Mística y Poesía” por Abdesselam Cheddadi y Faouzi Skalli.
  - Películas: «Jeanne D'Arc» de C. Dreyer, «Le voyage à Tokyo» de Yasujiro Ozu.

- 2002 - 8.ª Edición. Celebrada del 31 de mayo al 8 de junio.[12]
  - Lema: Las vías de la sabiduría.
  - Presidente: Mohammed Kabbaj. Director Festival: Faouzi Skali. Director Artístico: (sin datos).
  - Artistas: Kudsi Erguner, Katia Guerreiro, Barbara Hendricks y el Gustav Sjokvists Kammarkör, Anuna – Chants a capella d’Inisfree, Wadi Al Safi y su orquesta, Saâd Temsamani, Ensemble Kaboul, Compagnie Fraja, Venance Fortunat avec les saqueboutes de F. Poitrineau, Françoise Atlan acon la Orquesta de Mohamed Briouel, Dimi Mint Abba, Fadia El Hagge et l’Ensemble Mesopotamia, Chœur orthodoxe bulgare Sveti Ivan Rilsky, Sabah Fakhri et son orchestre, Ensemble Aznach, Mc Collough Sons of Thunder, entre otros.
  - Festival en la ciudad: Se pone en marcha por primera vez este festival paralelo gratuito, en la explanada de Bab-Boujloud, con el concierto inaugural de Nass El Ghiwane.
  - Encuentros de Fès: Se crea este Foro en substitución de las Conferencias.
  - Esta edición coincide también con la creación de la Asociación Esprit de Fès, que luego se convertirá en Fundación, que gestionará este festival y otras muchas actividades culturales en Fès, a partir de ese momento.

- 2003 - 9.ª Edición. Celebrada del 6 al 14 de junio.[13][14]
  - Lema: De mi Alma a tu Alma. El Arte de la Transmisión.
  - Presidente: Mohammed Kabbaj. Director Festival: Faouzi Skali. Director Artístico: (sin datos).
  - Artistas: Goran Bregovic, Madhavi Mudgal et Guru Kelucharan Mohapatra, Danses Sacrées Odissi, Gilberto Gil, Ulali, Saïd Hafid, Mohamed Tarouat y Amal Maher, Ilyas Mallayev, Mohamed Reza Shajarian, Yungchen Lhamo, Ihsane R’Miki, Hadra de femmes de Taroudant con el grupo "Roudaniyat", Doudou N’Diaye Rose, Sheikh Habboush et les Derviches tourneurs con el grupo Al Kindi, Los maestros de Armenia, Abdelhadi Belkhayat, Chants Mystiques Soufis du Maghreb, Julia Migenes, Farida y el Grupo Maqam, The Anointed Jackson Sisters, entre otros.

- 2004 - 10.ª Edición. Celebrada del 28 de mayo al 5 de junio.[15][16]
  - Lema: Rastros de luz.
  - El Festival celebra su 10.º Aniversario, con un programa repleto de grandes artistas.
  - Presidente: Mohammed Kabbaj. Director Festival: Faouzi Skali. Director Artístico: (sin datos).
  - Artistas: Montserrat Figueras, Aïcha Redouane, Françoise Atlan con la Orquesta West-Eastern Divan y el Coro de Niños de Fès, Les Derviches Tourneurs de Konya, Le Concert Spirituel con Hervé Niquet, Youssou N’Dour con la Orquesta de El Cairo de Fathy Salamah, Les Moines Danseurs du Tibet, Sor Marie Keyrouz y el Ensemble de la Paix, Hussein Al Adhami, Meher Ali y Sheher Ali, Coro de Hombre Anaiki con Jean-Marie Guezala, Mohamed Rouicha, Françoise Atlan, Aïcha Redouane y el Grupo Al Adwar, la Orquesta de Fès de Mohamed Briouel, Moneim Adwan, Sapho y la Orquesta Oriental de Nazareth, Tallis Scholars con Peter Phillips, Miriam Makeba, Coro Sirine con Andreï Kotov, Sabah Fakhri, Sharam Nazeri, Liz McComb con Harold C. Johnson y el Arc Gospel Choir of Harlem con Curtis Lundy, entre otros.

- 2005 - 11.ª Edición. Celebrada del 3 al 11 de junio.[17][18]
  - Lema: Los Caminos de la Esperanza.
  - Presidente: Mohammed Kabbaj. Director Festival: Faouzi Skali. Director Artístico: (sin datos).
  - Artistas: Teresa Berganza y Cecilia Lavilla con la Orquesta y Coros de la Comunidad de Madrid, Asmae Lemnawar, Saïd Hafid y su grupo, Anurekha Ghosh y su grupo, Ravi Shankar y Anoushka Shankar, Grupo A Sei Voci, Tokyo Gagaku Ensemble, Tengir Too avec Nurlanbek Nyshanov, El Arte del Shash Maqam del Uzbekistán y del Tayikistán, Lucilla Galeazzi, Mohamed Ba Jeddoub, Abdelfettah Bennis y Abderrahim Souiri, Saïd Hafid, Hadra des femmes de Chaouen, Eduardo Paniagua, Faiz Ali Faiz, Miguel Poveda, Duquende y Chicuelo, Musa Dieng Kala, Kadim Al Sahir, Ensemble Yaki Kandru, The Lumzy Sisters, entre otros.

- 2006 - 12.ª Edición. Celebrada del 2 al 10 de junio.[19]
  - Lema: Armonías.
  - Presidente: Mohammed Kabbaj. Director Festival: Faouzi Skali. Director Artístico: (sin datos).
  - Artistas: William Christie et les Arts Florissants, Hassan Haffar et Omar Sermini, Keyvan Chemirani, Ali Reza Ghorbani, Sudha Ragunathan et Nahawa Doumbia, Le rythme de la parole, Esperanza Fernández, Agrupación Musical, Za Ondekoza, Yungchen Lhamo, Capella de Ministrers y Coro de la Generalidad Valenciana con Carles Magraner, Jordi Savall y Montserrat Figueras, Karima Skalli, Françoise Atlan y Curro Piñana, Antonella Ruggiero con el Cuarteto Arké, Ensemble El Boussairi, Black Voices, Enrico Macias y Lotfi Bouchnak, Aygun Baylar, Saber Rebaï, Karima Skalli, Leila Hejaiej y Nassima, Romain Didier y Enzo Enzo, Salif Keita, entre otros.
  - Al finalizar esta 12.ª Edición, el director y cofundador del Festival, Faouzi Skali, deja su cargo.[20][21]

- 2007 - 13.ª Edición. Celebrada del 1 al 9 de junio.[22][23]
  - Lema: Aliento del Tiempo. Espíritu de los lugares.
  - Presidente: Mohammed Kabbaj. Director Festival: Naima Lahbil Tagemouati. Director Artístico: (sin datos).
  - Artistas: Barbara Hendricks con el Grupo Barroco de Drottningholm, Parissa y el Grupo Dastan, Gol-e Behesht, Johnny Clegg Le “zoulou blanc”, Nezih Uzel et Kudsi Erguner, Coro Gregoriano de Lisboa, Tania Maria, Claire Zalamansky, FHalakat Jalaleddine Roumi, TAïcha Mint Chighaly, Akhtar Sharif Arup Vâle Qawwâls, Bartabas y su caballo Le Caravage, les musiciens soufis Nezih Uzel y Kudsi Erguner, Sonia Mbarek, Beihdja Rahal, Les frères Pinana y un conjunto de cuerdas cubano, Angélique Kidjo, Vasumathi Badrinathan, Kadim Al Sahir, Waed Bouhassoun, Chante Jalaleddine Roumi, La voix du shash-maqam, Nâdira Pirmatova, London Community Gospel Choir, entre otros.
  - Después de una edición muy exitosa y la marcha de la directora actual del Festival, se anuncia la vuelta de Faouzi Skali.[24]

- 2008 - 14.ª Edición. Celebrada del 6 al 14 de junio.[25]
  - Lema: Las Vías de la Creación.
  - Presidente: Mohammed Kabbaj. Director Festival: Faouzi Skali. Director Artístico: (sin datos).
  - Artistas: Jessye Norman con la Orchestre Lyrique Régional Avignon Provence, Ghada Shbéïr, Ensemble Faiz Ali Faiz y Bernice Johnson Reagon and the Sacred Sound Ensemble, Mari Boine,  Ensemble Al Kindi con el Sheikh Hamza Shakour, les Munshid de la Grande Mosquée des Omeyyades y el Coro Bizantino Tropos de Atenas con JJ Weiss, Huong Thanh, Compañía de Belén Maya, Ensemble des Femmes Tartit, Ensemble "Panti Pusaka Budaya", Quatuor Ysaÿe, Fadhel Jaziri, La Roza Enflorese, Abdelwahab Doukkali, Cantus Colln, Mohamed Abdou con la Orquesta de Abderahim Mountassir, Madhup Mudgal, Ismaël Lô con los Hamadcha de Fès, entre otros.

- 2009 - 15.ª Edición - Celebrada del 29 de mayo al 6 de junio.[26]
  - Lema: El Árbol de Vida.
  - Presidente: Mohammed Kabbaj. Director Festival: Fatima Sadiqi. Director Artístico: Gerard Kurdjian.
  - Artistas: Marcel Khalifé y el Grupo Al Mayadine con Oumeima Khalil, Shantala Shivallingapa, Abdelfettah Bennis, Cherifa Kersit & Fatima Tihihite, Marwa Wright, Confrérie Issawiya, Zabit Nabizade Trío, Mouss Maher, Abdellah Daoudi, Derviches Tourneurs de Konya, Ziya Azazi, Ahl Touat Dar Dmana con Aïcha Doukkali, Yvan Ron Ensemble y Najwa Gibran, Lemchaheb, Didier Lockwood, Ihsane R’Miki y el Grupo Zaman Al Wasl, Caroline Casadeus y Rachid Regragui, Confrérie Hamdouchiya con Abderrahim Amrani, Haoussa, Amir Ali, Ahmed Soultan, Souad Massi, Jilala & Jilaliyattes, I Muvrini, Souad Massi, Mayara Band, Mazagan, Deba des femmes de Mayotte, Divna, Nabyla Maan, Jbara, Ganga Vibes, Orchestre des Jeunes de la Méditerranée Provence Alpes Côte d’Azur & les chœurs et Ensembles d’Orient et d’Occident, Confrérie Derkaouiya con Haj Mohamed Bennis, Gabriel Garrido y el Grupo Elyma, H-Kayan, Sami Ysussuf, Ensemble Al Thorat Soufie, Ensemble Razbar, Oulad Bouazzaoui, Zazz Band, Hamid El Karsi Loreena McKennitt, Grupo Razbar, entre otros.

- 2010 - 16.ª Edición. Celebrada del 4 al 12 de junio.[27][28][29][30]
  - Lema: El Viaje Iniciático.
  - Presidente: Mohammed Kabbaj. Director Festival: Abdelhak Azzouzi. Director Artístico: Alain Weber.
  - Artistas: Se presenta el gran espectáculo de Jordi Savall, Al Qods/Jerusalén, la ciudad de las dos paces: la paz celestial y la paz terrenal, con Jordi Savall, Montserrat Figueras, Manuel Forcano, La Capella Reial de Catalunya, Hesperion XXI, Orquesta Internacional de Música Antigua, las Trompetas de Jericó, Al Darwisch, con un total de 45 artistas provenientes de Cataluña, Israel, Palestina, Grecia y Marruecos. Además en esta edición participaron, Ballet Royal de Camboya, Gotipuas du Raghurajput Heritage Village, Amadou et Mariam, Shakila Saidi et le Rajab Suleiman Trío, Ensemble Soufi Mtendeni Maulid, Les Maîtres Tambours de Burundi, Ahmed Essyad y el Grupo Accroche Note, Camille con Clément Ducol, L’ensemble Constantinople et Barbara Furtuna, Ustad Gholam Hossain y su grupo, Enkhjargal Dandarvaanchig alias Epi, Gülay Hacer Toruk, Kiya y Ziya Tabassian, Los Músicos del Nilo, Grupo SamulNori Hanullim, Shahram Nazeri, Hafez Nazeri et l’Ensemble Rumi, Parvathy Bâul, Pandit Hariprasad Chaurasia, Yair Dalal y el Ensemble Baghdad Jerusalem, Dhafer Youssef quartet con Tigran Hamassyan, Las Grandes Voces del Alepo con Sabah Fakri, David Murray et les Gwo Ka Masters con Archie Shepp, Las Voces del Góspel, entre otros.

- 2011 - 17.ª Edición. Celebrada del 3 al 12 de junio.[31][32][33]
  - Lema: Sabidurías del mundo.
  - Presidente: Mohammed Kabbaj. Director Festival: Faouzi Skali. Director Artístico: Alain Weber.
  - Artistas: Gran espectáculo de apertura con la opera ‘Majnun et Leiylâ’ de Armand Amar y libreto de Leili Anvar, con 38 artistas en escena. Además en esta edición participaron, Elena Ledda y su quinteto, Maria Bethânia, Chorale Hevra David Hamelech, Julia Boutros, Nawah, Françoise Atlan, Jesús Corbacho, Salah Aghili, Alèmu Aga, Sheikh Taha, Mohamed Amin El Akrami y su orquesta, Conjunto Paraguay Barroco de Asunción, L’Ensemble Wajd, Homayoun Sakhi, Divana, Urbain Philéas, Abd al-Malik, L’Ensemble baroque Il Concerto di Arianna, Youssou N’Dour y le Super Étoile de Dakar, Doudou Ndiaye Rose et son ensemble de tambours sabar, Farid Ayyaz & Party y las grandes voces del samâ marroquí, El Grupo Syubbanul Akhyar, Kadim Al Sahir & Asma Lmnawar, Ben Harper, entre otros.

- 2012 - 18.ª Edición. Celebrada del 8 al 16 de junio.[34][35][36][37][38][39][40][41][42]
  - Lema: Re-encantar mundo. Homenaje a Omar Al Khayyam.
  - Presidente: Mohammed Kabbaj. Director Festival: Faouzi Skali. Director Artístico: Alain Weber.
  - Artistas: Espectáculo inuagural de Homenaje a Omar Khayyam bajo la dirección Tony Gatlif, Ensemble Gipsy Sentimento Paganini dirigido por Gyula Horváth, Archie Shepp, Sheikh Yasin al-Tuhami, Wadih al Safi con George al Safi y Lotfi Bouchnak, Mukhtiyar Ali, Ensemble Nour, Mahsa et Marjan Vahdat, Ihsan Rmiki, Le Taraf de Haïdouks, Mory Djely Kouyaté y Jean-Philippe Rykiel, Rabbi Haim Louk y la Orquesta Árabe-Andaluza de Fès dirigida por Mohammed Briouel, Cherifa, Rocío Màrquez y Christian Boissel, Sanam Marvi, Rompesaraguey,  Terra Maïre, Grupo Ibn Arabi, Björk,  Anuj et Arjun Mishra, Joan Baez, entre otros.

- 2013 - 19.ª Edición. Celebrada del 7 al 15 de junio.[43][44][45][46][47][48][49][50][51]
  - Lema: Fez, La Andaluza.
  - Presidente: Mohammed Kabbaj. Director Festival: Faouzi Skali. Director Artístico: Alain Weber.
  - Artistas: Espectáculo inaugural El Amor es mi Religión, Puesta en escena de Andrés Marín, con Cherifa, Françoise Atlan, Bahaa Ronda, Marouane Hajji, Carmen Linares, Tomasa La Macanita, Salvador Gutiérrez (guitarra), la orquesta El Quad, el Grupo Andalusí de Amin Doubi con Haj Mohamed Bajeddoub, Abderrahim Souiri, Abdelfattah Bennis, Saad Temssamani, Ahmed Marbouh, Coordinación musical y textos de Abdallah Ouazzani, Composición Musical de Abdeslam Khaloufi. Además en esta edición también participaron: Amina Alaoui, Samira Kadiri, Cuncordu E Tenore de Orosei y los cantores Tsogterei y Ganzorig de Mongolia, Istanbul - La puerta de oro, Coumbane Mint Ely Warakane, Paco de Lucía, acompañado de Antonio Sánchez (segunda guitarra), Antonio Serrano (teclado), Alain Pérez (bajo), Piraña (percusión), Rubio de Pruna (cante), David de Jacobo (cante) y Farruco (baile), Abeer Nehme, En el Coranón del Nilo Sufí, Chants rituels des Caraïbes, Aïcha Redouane, El Gusto, Rosemary Standley y Dom La Nena, Amina Alaoui, Moultaqa, Cantos Sagrados del Reino del Bután, Pandit Shyam Sundar Goswami, Ana Moura, Axivil Aljamía, Assala Nasri, Maher y el Grupo de Mowashahât de Jerusalén con Francoise Atlan, Ladysmith Chicago Gospel Experience, Lo Còr de la Plana, Patti Smith, entre otros.

- 2014 - 20.ª Edición. Se celebrará del 13 al 21 de junio.[52]
  - Lema: La Conferencia de los Pájaros. Cuando las Culturas viajan....
  - Presidente Honorífico: Mohammed Kabbaj. Presidente; Adberrafih Zouitene. Director Festival: Faouzi Skali. Director Artístico: Alain Weber.
  - Artistas: Espectáculo de apertura, creación original de la Fondation Esprit de Fès-Medina “La Conferencia de los Pájaros: cuando las culturas viajan...”. Concepción y dirección artística: Faouzi Skali y Layla Benmoussa. Puesta en escena: Thierry Poquet. Composición musical: Arash Sarkechik. Además en esta edición también está previsto que participen: Roberto Alagna, Buddy Guy Legend, Kazem Al Sahir, Youssou N’Dour, Johnny Clegg, Zakir Hussain, Rokia Traoré, Tomatito y su sexteto, Jordi Savall y Hesperion XXI, Luzmila Carpio, Mor Karbasi, Chants sacrées gitans de provence, Bardic Divas, Françoise Atlan, Wang-Li, Coumbane Mint Ely Warakane, Chœur Saint Ephraïm, Ustad Wasifuddin Dagar, Lior El Maleh, Raza Khan, Hot 8 Brass Band, Leili Anvar, Nouhaila El Khalai, Marifat, Majlis Trío, entre otros
  - Encuentros de Fès: "La política según Mandela. Ponentes previstos: Françoise Pommaret, Mustapha Cherif, Leili Anvar, Gunnar Stalsett, Katherine Marshall, Michael Barry, Assia Alaoui Bensalah, Katia Légeret Manochhaya, Jacques Attali, Bariza Khiari, André Azoulay, Edgar Morin,...